# Cuilén
Cuilén (?–971) byl král Skotska (Alby) v letech 967 až 971. Spolu s bratry Amlaíbem a blíže neznámým Eochaidem byl potomkem skotského krále Indulfa.
Předpokládá se, že na trůn nastoupil po smrti svého předchůdce Dubha, který Cuiléna porazil v bitvě roku 965.
Kronika králů Alby informuje o několika událostech v době jeho vlády. Král Cuilén spolu se svým bratrem Eochaidem zemřel roku 971 při požáru domu snad v oblasti Lothian, který založil Amdarch, král v království Strathclyde. Uvádí se, že tato vražda byla odplatou za Cuilénův únos a znásilnění Amdarchovy dcery. Kronika neuvádí, kde byl král Cuilén pohřben, ale z informací o Dubhově smrti se dá vyvodit, že byl pohřben na Ioně, malém ostrově souostroví Vnitřní Hebridy.
Cuilénovým nástupcem se stal Dubhův bratr Kenneth II., který byl na krátkou dobu vypuzen v 70. letech 10. století ode dvora Cuilénovým bratrem Amlaíbem. Cuilénův syn Konstantin se později stal také králem.